# Christine Hentschel
Christine Hentschel (* 1978 in Borna) ist eine deutsche Kriminologin. Sie ist Professorin für Soziologie, insbesondere Soziologie der Sicherheit und Resilienz am Fachbereich Sozialwissenschaften der Universität Hamburg und Programmdirektion des Weiterbildenden Masterstudiengangs Kriminologie.

## Leben
Christine Hentschel studierte ab 1998 Politikwissenschaft, Frankreichstudien und Vergleichende Religionswissenschaft an der Universität Leipzig und am Institut d’Études Politiques de Paris. 2005 legte sie in Leipzig ihr Master-Examen ab. Thema der Master-Thesis war ein Vergleich der Regulierung von Prostitution in Deutschland und Frankreich. Danach war sie am Leipziger Institut für Afrikastudien tätig. 2010 wurde sie mit der Arbeit „The Spatial Life of Security: Durban, South Africa“ promoviert. Die Dissertationsschrift entstand in Zusammenarbeit mit dem Centre of Criminology der Universität Kapstadt.
Hentschel war als wissenschaftliche Mitarbeiterin in einem kultur- und stadtgeschichtlichen Forschungsprojekt in Berlin tätig. Danach wurde sie zunächst Vertretungsprofessorin und dann Professorin an der Universität Hamburg. Als Fellow des Rechtskulturen-Projekts (Wissenschaftskolleg zu Berlin und Humboldt-Universität zu Berlin) bearbeitete sie bis 2012 das Projekt „Das rechtliche Leben urbaner Räume“.